# Turraea kimbozensis
Turraea kimbozensis är en tvåhjärtbladig växtart som beskrevs av M. Cheek. Turraea kimbozensis ingår i släktet Turraea och familjen Meliaceae. Inga underarter finns listade i Catalogue of Life.